# Bataille de Chaambi
Insurrection djihadiste en Tunisie
La bataille de Chaambi ou bataille de Chambi se déroule de décembre 2012 à mars 2016 dans le massif du djebel Chambi, près de Kasserine, dans l'ouest de la Tunisie.
L'armée tunisienne lance une offensive contre des djihadistes salafistes, occasionnant plusieurs confrontations et incidents entraînant des dizaines de morts des deux côtés.

## Déroulement

### 2013
Le 6 juin, un véhicule tunisien saute sur une bombe artisanale à Doghra, dans le djebel Chambi : deux soldats sont tués et deux autres blessés. Selon le gouvernement tunisien, les djihadistes appartiennent aux milices d'Okba Ibn Nafaâ, une cellule d'Al-Qaïda au Maghreb islamique (AQMI) et à Ansar al-Charia. Ce dernier groupe, dirigé par Abou Iyadh, déclare cependant n'avoir aucun lien avec les affrontements livrés au djebel Chambi.
Le 18 juillet, dans la wilaya d'El Oued, l'armée algérienne intercepte un pick-up chargé d'armes venu de Libye à destination du djebel Chambi ; deux de ses occupants sont tués.
Le 29, vers 18 heures, un groupe de militaires tunisiens tombe dans une embuscade à Sabaa Diar, dans le djebel Chambi. Leur camion est mitraillé par une trentaine de rebelles salafistes, plusieurs militaires étant désarmés puis exécutés : huit soldats sont tués et trois autres blessés, dont un mortellement, plusieurs cadavres étant égorgés. Selon Mohamed Ali Aroui, porte-parole du ministère de l'Intérieur, Kamel Gadhgadhi, l'homme suspecté d'être l'assassin de Chokri Belaïd, a pris part aux égorgements. Le même jour à Talla, un véhicule de l'armée saute sur une mine, blessant trois hommes,,.
Au soir du 1er août, l'armée tunisienne lance une offensive sur le djebel Chambi avec des forces terrestres et l'aviation, déclarant combattre la katiba Okba Ibn Nafaâ. Les affrontements livrés dans la nuit du 3 au 4 auraient fait une dizaine de morts chez les rebelles. Le 4, un véhicule militaire tunisien saute sur une mine : un soldat est tué et sept autres blessés,. L'un des soldats meurt de ses blessures le lendemain, portant à quatorze le nombre des militaires et gendarmes tunisiens tués dans le djebel Chambi depuis décembre 2012.
Le 5 août, trois insurgés fuyant le djebel sont tués par les forces algériennes déployées à la frontière dans la région de Bir el-Ater, rattachée à la wilaya de Tébessa.
Le 6, le ministre de l'Intérieur, Lotfi Ben Jeddou, déclare que 140 salafistes ont pris part aux affrontements dans le djebel Chambi et que 46 d'entre eux ont été capturés. Quatre djihadistes auraient été tués dans la soirée du 7. Le 11, quatre djihadistes sont tués et quatre autres faits prisonniers.
Le 27, le gouvernement tunisien, qui rassemble Ennahdha, le Congrès pour la République, Ettakatol et des indépendants, accuse Ansar al-Charia d'être lié à Al-Qaïda et d'être responsable des assassinats politiques et des attaques dans le djebel Chambi. Ansar al-Charia est alors classé par le gouvernement comme une organisation terroriste. Le 2 septembre, dans un communiqué adressé à Ennahdha, AQMI affirme n'avoir aucun lien avec les combats livrés dans le djebel Chambi, et déclare qu'il respecte les instructions d'Ayman al-Zawahiri ordonnant de ne pas prendre pour cible les gouvernements nés des révolutions arabes,.
Le 1er septembre, le porte-parole du ministère de l'Intérieur, Mohamed Ali Aroui, déclare que les rebelles salafistes retranchés dans le djebel ne sont plus qu'une trentaine. Selon deux prisonniers interrogés, quinze de ces combattants sont Algériens, les autres seraient des Maliens, des Tunisiens ou des Mauritaniens.
Le 2 septembre, trois gardes forestiers sont capturés par douze djihadistes et finalement relâchés huit heures plus tard,.
Le 25, le ministre Lotfi Ben Jeddou déclare que quatorze islamistes d'Ansar al-Charia et d'AQMI, dont Kamel Gadhgadhi, sont encore actifs au djebel Chambi, ainsi que quatorze autres à Samama. Il affirme que ces insurgés sont connus par les services de police et que douze d'entre eux sont Algériens. Il estime également qu'Abou Iyadh s'est probablement enfui en Libye.
Début octobre, selon un prisonnier djihadiste algérien capturé dans la wilaya d'Illizi, 17 hommes ont été envoyés en renfort depuis la Libye, sur ordre de Djamel Okacha.
Dans la nuit du 11 au 12 octobre, une unité de la brigade antiterrorisme donne l'assaut sur une maison de Kasserine après avoir appris que Mourad Gharsalli était descendu du djebel pour rendre visite à sa famille. Cependant, l'attaque échoue et, après une heure de fusillade qui détruit partiellement la maison, les djihadistes parviennent à s'enfuir. Les militaires ne saisissent qu'un téléphone et quelques munitions.
En novembre, l'armée tunisienne effectue plusieurs bombardements sur le djebel Chambi, notamment du 12 au 13, du 20 au 21, ainsi que le 26,. Le 2 décembre, une mine explose au nord du djebel Chambi : un officier des forces spéciales, le capitaine Youssef Dridi, est tué et un autre blessé,.
Les 21 et 22, huit personnes suspectées d'être en lien avec les djihadistes de Chambi sont arrêtées. Après avoir repéré des mouvements suspects, l'armée tunisienne bombarde le djebel dans la nuit du 27 au 28, celle du 31 décembre 2013 au 1er janvier 2014 et le 4 janvier,,.

### 2014
Le 1er février 2014, trois personnes dont un « terroriste » et deux « complices » accusés de financer les insurgés salafistes sont arrêtés par les gardes nationaux tunisiens au djebel Chambi. Plus au nord, cinq autres personnes sont capturées à Jendouba ; il s'agit selon le ministère de l'Intérieur de membres d'une cellule impliqués dans le ravitaillement des djihadistes du djebel Chambi,.
L'armée effectue de nouveaux bombardements le 4 et le 6. Le 7, un djihadiste marocain, décrit comme « affamé » et dans « un état d'extrême fatigue », est arrêté près de la frontière algérienne ; il aurait tenté de fuir le djebel Chambi où les conditions climatiques sont éprouvantes en raison de fortes chutes de neige,.
Le 16 avril 2014, l'armée tunisienne envoie des renforts sur le djebel Chambi, qui est déclaré « zone militaire fermée ». Tous les accès au mont sont bouclés par les armées tunisiennes et algériennes. 10 000 militaires seraient engagés dans l'opération.
Au matin du 18 avril, après des échanges de tirs entre militaires tunisiens et insurgés, un véhicule de l'armée tunisienne saute sur une mine près de Henchir Talla, à l'intérieur de la zone militaire fermée. Le conducteur du véhicule est tué et trois autres soldats sont blessés,. Entre le 18 et le 22, deux djihadistes sont tués, et le corps carbonisé d'un troisième combattant, probablement tué par les bombardements des jours précédents, est également retrouvé. Le 23, des affrontements ont lieu en dehors de la zone militaire fermée, dans une zone industrielle sur la route de Kasserine, au Kef. Le 24 au matin, des avions F-5 bombardent la montagne, relayés ensuite par des hélicoptères.
Le 1er mai, l'armée tunisienne reprend le contrôle du djebel Chambi sans avoir rencontré de résistance, des drapeaux tunisiens auraient été plantés sur les quatre pics du mont. Les djihadistes sont soupçonnés de s'être repliés sur le djebel Selloum (it) qui est bombardé par l'aviation et l'artillerie. Selon des sources sécuritaires du journal Le Maghreb, 70 % de la superficie globale du mont est sous contrôle de l'armée tunisienne,.
Le 5, les unités sécuritaires de Kasserine arrêtent huit personnes suspectées d'assurer une aide logistique aux insurgés de Chaambi. Selon le ministère de l'Intérieur, ils les fournissaient en vivres, puces téléphoniques, appareils photos, argent, munitions et leur donnaient des indications sur les mouvements des forces de sécurité. Le même jour, dans la zone militaire fermée de Chaambi, des militaires tunisiens ouvrent le feu sur deux hommes qui avaient refusé d'obéir aux sommations des soldats ; l'un d'eux parvient à s'échapper, l'autre est tué. Selon le ministère de la Défense, cette dernière personne, nommée Ali Ben Mabrouk Yahyaoui, était recherchée et des équipements militaires et une grande quantité de munitions sont trouvés sur place. Le deuxième homme est finalement rattrapé et fait prisonnier alors qu'il tente de se cacher dans une maison. Cette version est cependant contestée par d'autres sources qui affirment qu'Ali Ben Mabrouk Yahyaoui a été tué alors qu'il se trouvait seul et qu'il n'était recherché que pour des affaires de vols et n'avait pas de lien avec les djihadistes.
Le 6, le président Moncef Marzouki visite le djebel Chambi et promet une amnistie aux insurgés qui acceptent de se rendre, à condition qu'ils n'aient pas commis de crimes : « Nous avons décidé au dernier Conseil de sécurité qu'il y aura une loi d'amnistie et de réconciliation pour ceux qui n'ont pas les mains salies par le sang. Ceux-là ont encore une place au sein de notre peuple ». Le 7, Atef Boughatas, gouverneur de Kasserine, déclare que la réserve du djebel Chambi a été « nettoyée » de toutes ses mines. Le 8, l'armée tunisienne aurait repris 80 % du djebel Chambi.
Le 16, la piste menant à la réserve de Chambi est rouverte. Le 23, l'explosion d'une mine au passage d'un véhicule de l'armée tunisienne cause la mort de deux militaires, quatre autres sont blessés,.
Le 17 juin, le chef du gouvernement Mehdi Jomaa affirme que les forces de l'ordre et l'armée « ont repris le contrôle du Mont Châambi, qui, désormais, n'est plus un lieu sûr pour les terroristes, malgré la capacité de repli de ces derniers vers les reliefs limitrophes et leurs tentatives de mener de nouvelles opérations terroristes ».
Le 16 juillet, vers 19 h 40, deux postes de surveillance de l'armée sont attaqués simultanément par deux groupes de djihadistes formant au total quarante à soixante hommes qui ouvrent le feu avec des mitrailleuses et des lance-roquettes RPG-7 : quinze soldats sont tués et vingt blessés selon le ministère de la Défense ; le service de presse du ministère déclare qu'« il s'agit du bilan le plus lourd à être enregistré par l'armée depuis l'indépendance en 1956 ». Un assaillant est également tué lors de l'affrontement. L'attaque est revendiquée par la katiba Okba Ibn Nafaâ liée à AQMI,,. Cette katiba, forte de 70 à 100 combattants, divisés en petits groupes de 25 à 30 hommes est commandée par Lokman Abou Sakhr.
Les armées tunisiennes et algériennes poursuivent alors leurs opérations conjointes afin d'éradiquer les groupes djihadistes. Début août, 8 000 militaires algériens et 6 000 Tunisiens sont déployés sur la frontière.
Le 3 août, des combattants islamistes attaquent une base militaire à Sbeïtla, à l'est de Chambi : un soldat est tué et un civil blessé.
Le 16 septembre, deux djihadistes sont tués dans un combat contre des soldats et des gardes nationaux tunisiens.
Trois cadavres de djihadistes sont découverts à la fin du mois de novembre, probablement tués par des bombardements. À cette période, le nombre de djihadistes retranchés dans la montagne est estimé à environ soixante, dont une quarantaine pour la katiba Okba Ibn Nafaâ. Le 22 décembre, les corps de deux djihadistes sont découverts, probablement tués par des bombardements.

### 2015
Quatre gardes nationaux sont tués dans une attaque à Boulaaba dans la nuit du 17 au 18 février 2015,.
Deux djihadistes tunisiens sont tués le 3 mars lors d'une fusillade avec l'armée tunisienne. Au soir du 22, un soldat tunisien est tué et deux autres sont blessés par l'explosion d'une mine.
Mourad Gharsalli, chef d'AQMI ayant combattu au djebel Chambi, est tué avec quatre autres djihadistes le 10 juillet au djebel Orbata, dans la région de Gafsa.
Le 12 octobre, deux soldats tunisiens sont tués et quatre autres blessés lors d'affrontements avec des djihadistes sur le djebel Sammama, situé dans le gouvernorat de Kasserine, voisin du djebel Chambi.

### 2016
Dans la nuit du 30 mars, une quinzaine de terroristes de la milices d'Okba Ibn Nafaâ réalise une embuscade près de Kasserine, blessant deux agents de la garde nationale. Selon le ministère de l'Intérieur, les assaillants se sont ensuite enfuis vers le djebel Chambi.